# Climax cinéma magazine
 (février 2009).
Si vous disposez d'ouvrages ou d'articles de référence ou si vous connaissez des sites web de qualité traitant du thème abordé ici, merci de compléter l'article en donnant les références utiles à sa vérifiabilité et en les liant à la section « Notes et références ».

Climax cinéma magazine, appelé également Climax, était un magazine français consacré au cinéma de genre et au cinéma d'action en général. 14 numéros ont été publiés d'août 2007 à juin 2009. 
De 2007 a 2009, la revue a sorti quatre hors-séries consacrés à des blockbusters tels que X-Men Origins: Wolverine, Terminator Renaissance, etc.